# Firhøj Station
Firhøj Station er en dansk jernbanestation ved bebyggelserne Firhøj og Munkerup nær Gilleleje i Nordsjælland. Stationen ligger på Hornbækbanen mellem Helsingør og Gilleleje og betjenes af tog fra Lokaltog.

## Historie
Stationen åbnede i 1916, da Helsingør-Hornbæk Jernbane blev forlænget videre langs kysten fra Hornbæk til Gilleleje.